# La Canal (Tona)
La Canal és una masia de Tona (Osona) inclosa a l'Inventari del Patrimoni Arquitectònic de Catalunya.

## Descripció
Casal de planta quadrada amb teulada als quatre vents. L'edifici és de planta baixa i dos pisos (la primera destinada a bestiar). La coberta està rematada per una torreta central. A la façana principal hi ha un portal adovellat i un altre portal treballat amb pedra (antiga entrada de l'amo i capella). Quatre pilons rectangulars conformen 2 porxos o galeries formant quatre arcades dobles en cada pis. Trobem diferents dates a les llindes: la més antiga amb la transcripció "Mosera Canal-1635", d'altes daten del 1709 (el menjador) i 1843 (en el femer). La casa està encerclada a la part dreta i davant per un mur de tàpia.

## Història
Al segle xiii ja s'esmenta aquesta masia junt amb d'altres masos i surt altrament documentada en un capbreu de l'any 1348. En un fogatge de l'any 1553 hi figura Bartomeu Canal d'entre altres caps de capsa de les diferents famílies que pertanyien a la parròquia de Tona. La canal però, serà renovada i modernitzada (actual edifici) ja en el segle xix.